# Rhaphuma anongi
Rhaphuma anongi är en skalbaggsart som beskrevs av J. Linsley Gressitt och Yves Rondon 1970. Rhaphuma anongi ingår i släktet Rhaphuma och familjen långhorningar.
Artens utbredningsområde är Laos. Inga underarter finns listade i Catalogue of Life.